# بطولة يوغسلافيا لكرة القدم 1931–32
بطولة يوغسلافيا لكرة القدم 1931–32 هو الموسم 10 من  الدوري اليوغوسلافي الدرجة الأولى. أقيم خلال الفترة 11 سبتمبر 1932 وحتى 6 نوفمبر 1932، وأشرف على تنظيمه اتحاد صربيا لكرة القدم، وكان عدد الأندية المشاركة فيه  8، وفاز فيه HŠK Concordia ‏.